# ジャンニ・ギグー
ジャンニ・ビスマルク・ギグー・マルティネス（Gianni Bismark Guigou Martínez, 1975年2月22日 - ）は、ウルグアイ・コロニア県出身の元サッカー選手。元ウルグアイ代表。現役時代のポジションはミッドフィールダー。フランス国籍を保有している。

## 経歴
ウルグアイの強豪ナシオナル・モンテビデオでプロキャリアをスタートさせ、2度のリーグ制覇を経験。2000年にイタリアに渡りASローマに加入。そのシーズンにはフランチェスコ・トッティ、ガブリエル・バティストゥータ、中田英寿、カフーらと共にスクデットを獲得。その後はイタリア国内を転々とし、2009年より古巣のナシオナル・モンテビデオへ復帰した。

## 代表歴

### 出場大会
- ウルグアイ代表
  - 1999年 - コパ・アメリカ (準優勝)
  - 2002年 - FIFAワールドカップ (グループリーグ敗退)

### 試合数
- 国際Aマッチ 40試合 0得点（1999年-2004年）[1]

| ウルグアイ代表 | 国際Aマッチ | 国際Aマッチ |
| 年             | 出場        | 得点        |
| -------------- | ----------- | ----------- |
| 1999           | 10          | 0           |
| 2000           | 8           | 0           |
| 2001           | 11          | 0           |
| 2002           | 8           | 0           |
| 2003           | 2           | 0           |
| 2004           | 1           | 0           |
| 通算           | 40          | 0           |

## タイトル
ナシオナル・モンテビデオ
- プリメーラ・ディビシオン : 1998, 2000

ASローマ
- セリエA : 2000-01